# دراما تلفزيونية عربية

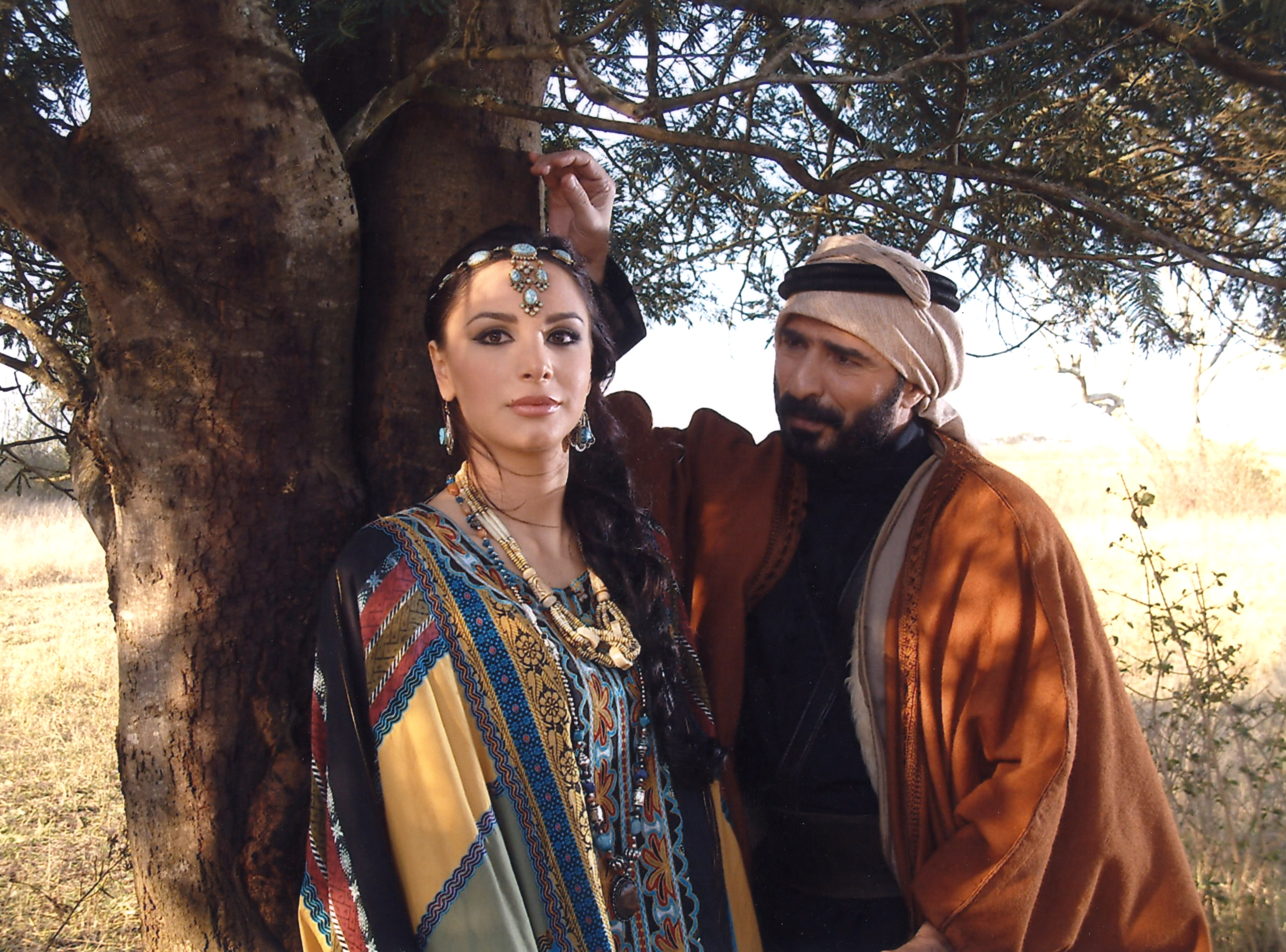
جويل بحلق ورشيد عساف في مسلسل الدراما آخر الفرسان.

الدراما التلفزيونية العربية (المعروفة أيضا باسم «المسلسلات») هو شكل من أشكال العرض التلفزيونى الذي يعتمد على تسلسل الأحداث الدرامية. المسلسلات العربية متشابهة في الأسلوب مع تيلينوفيلا أمريكا اللاتينية. غالبًا ما تكون ملحمات تاريخية عن شخصيات إسلامية أو قصص حب تتضمن صراعًا.
خلال أمسيات شهر رمضان بعد تناول وجبة الإفطار بعد صيام اليوم تشاهد العائلات في جميع أنحاء العالم العربي هذه الأعمال الدرامية الخاصة على شاشات التلفزيون. تبث القنوات الفضائية العربية البرامج كل ليلة وتجذب العائلات التي تجمعت لتناول الإفطار. يتم تجميع معظم المسلسلات في حوالي 30 حلقة أو حوالي حلقة واحدة لكل ليلة من رمضان. تعد هذه المسلسلات التلفزيونية جزءًا لا يتجزأ من التقاليد الرمضانية بالطريقة نفسها التي كانت تروى بها الحكايات التي كانت تروى القصص والأساطير وكانت جزءًا من ليالي رمضان في الماضي.
وفقًا لشركة أبحاث السوق إبسوس خلال الأسبوعين الأولين من رمضان 2011، ارتفعت الأرقام التليفزيونية في جميع أنحاء الشرق الأوسط بنسبة 30٪، وما يصل إلى 100 من المسلسلات العربية والمسلسلات تبث على القنوات الحكومية والخاصة. خلال هذه الفترة تظل تقييمات التلفزيون عالية جدًا خلال الليل وقد تكون تكلفة الإعلان لمدة 30 ثانية خلال ساعات المشاهدة في شهر رمضان أعلى من المعدل العادي. وفقًا لمركز البحوث العربية تجاوز المبلغ الذي تم إنفاقه في عام 2012 في الإعلانات التليفزيونية الرمضانية 420 مليون دولار من إجمالي 1.98 مليار دولار لإجمالي سوق الإعلانات التلفزيونية العربية لنفس العام.
في عام 2012، أعلن يوتيوب عن قناة جديدة على الإنترنت مخصصة بشكل خاص لعرض برامج رمضان.

## مصر

### الدراما التليفزيونية المصرية في رمضان
في مصر تم تصميم مسلسلات للبث للمرة الأولى خلال شهر رمضان وتستمر طوال الشهر بأكمله. ونتيجة لذلك تنتهي محطات التليفزيون من إعادة تشغيل مسلسلات طوال العام حيث بالكاد يتم إنتاج أي مسلسلات أخرى. على هذا النحو تلعب الدراما التليفزيونية المصرية دورًا رئيسيًا في المجتمع المصري حيث إنها تؤثر بشكل كبير في الثقافة وتؤثر فيها وذلك عن طريق تنسيق المحتوى الديني. هذا المزيج من التفكير المحافظ مع أساليب العمل المعاصرة يثبت أنه مثير للجدل بالنسبة للنقاد. من ناحية لا يتوافق محتوى البرامج مع النبرة الدينية لشهر رمضان. يجادل النقاد بأن تسويق شهر رمضان حوّل الشهر الكريم إلى «شهر من إنكار الذات» - حيث لا يكون المشاهدون على اتصال روحاني بالله - بدلاً من شهر من الوعي الذاتي والتفكير العميق. من ناحية أخرى يُعتبر تسويق رمضان والبرامج التلفزيونية عملية طبيعية حيث يعتمد المصريون على نحو متزايد على أنماط حياة أكثر غربية بسبب نمو الاقتصاد المصري. لأن أسلوب حياة رمضان يضمن تغلغل جمهور كبير يقوم المعلنون البارزون بإنتاج حملات محددة للبث للمرة الأولى على الرغم من معدلات الإعلان المضاعفة خلال تلك الفترة. بالإضافة إلى ذلك، يُنظر إلى الإعلانات على أنها تروّج للاستهلاك، وهو ما يتعارض مع روح رمضان أي المشاركة والخيرية. عادة ما توفر الإعلانات التجارية أحلامًا غير قابلة للتحقيق أو غير واقعية للفقراء في المناطق الحضرية والريفية.

### تاريخ البرامج التليفزيونية المصرية
شكلت البرامج التليفزيونية باستمرار الهوية القومية المصرية ودور الجماهير. في الستينيات والسبعينيات، كانت البرامج التليفزيونية المصرية مرتبطة إلى حد كبير بالأجندة القومية والتنموية للحكومة في عهد الرئيس جمال عبد الناصر. بداية من التسعينيات شهدت البرامج التلفزيونية تحولا من القيم الاشتراكية - بما في ذلك الرفاه الاجتماعي والتحول الوطني - إلى القيم الرأسمالية. وقد واجهت العولمة خطاب التنمية الوطنية حيث بدأت الحكومة المصرية في تبني الخصخصة وإصلاح السوق. بدأت الشركات الخاصة في توفير الأموال لإنتاج المسلسلات والإعلانات بما في ذلك على سبيل المثال لا الحصر ارتفاع رواتب النجوم وارتفاع تكاليف الإنتاج والميزانيات. تم تشجيع المنافسة بين العلامات التجارية وبالتالي بدأت الإعلانات التجارية في كسب فترات زمنية أكبر على شاشات التلفزيون والتي منحت للمسلسلات. بدلاً من التعامل مع الجماهير على أنهم مواطنون بدأت وسائل الإعلام المصرية في التعامل مع الجماهير باعتبارهم مستهلكين. اليوم هناك طريقتان ترتبط من خلالهما الاستهلاكية بالمسلسلات المصرية: الأولى هي سحر وإعجاب الممثلين والممثلات - المشار إليهم باسم «النجوم» من قبل المشاهدين؛ والثاني هي الإعلانات التلفزيونية. في عام 2012 عرضت قنوات التليفزيون المصري أكثر من 50 مسلسل وعمل درامى بتكلفة إنتاجية مجتمعة تقدر بـ 1.18 مليار جنيه مصري.

### مسلسلاتمصرية: بناء الواقع الاجتماعى
المسلسلات المصرية في وضع جيد في قلب المجتمع المصري ودراسة جميع مجالات المجتمع. يعالجون القضايا الاجتماعية والسياسية السائدة - مثل الفساد والقمع - بطريقة تسمح للأفراد والأسر بالاتصال بأحداث المسلسل أو شخصياته. في صياغتها لكونها مسلسلات مسرحية ولكن أيضًا تحمل منظور بعيد حيث تعمل كوسيلة لنشر المعلومات بين الجماهير وتثقيفها. حيث أنها تسمح لبناء فهم متعدد الأوجه للواقع الاجتماعي الحالي. حيث أنهم يدعون الجمهور لتقييم المشكلات الحالية، من وجهات نظر مختلفة، لأنها قد تتعلق بجوانب معينة، بينما يتم الترفيه عنها أيضًا، حيث توفر المسلسلات مسافة معينة بين المشاهدين والممثلين. ومع ذلك، فإن المسلسلات التلفزيونية تتحمل مسؤولية اجتماعية خاصة في أي دولة نامية لتعليم مشاهديها على الطرق المختلفة التي يمكن بها تحقيق السعادة.

#### المواضيع المشتركة
تتبع المسلسلات المصرية عادةً الشخصية الرئيسية حيث يكافح من أجل الحصول على اعتراف ومكانته في المجتمع. على هذا النحو يعتبر الاستهلاك المفرط والرغبة في المال بأي ثمن من الموضوعات التي تظهر في سطور القصص وعادة ما تؤدي الشخصيات إلى الانخراط في ممارسات غير قانونية وفاسدة مثل الرشوة والاختلاس وتجارة المخدرات. تؤكد قصص الأحداث عادةً على ضعف الجيل الأصغر سناً في الحصول على الاستقرار المالي من خلال الزواج أو الانخراط في عمل غير قانوني أو مهين أو اللجوء إلى تجارة المخدرات والإدمان عليها. في هذه الحالات تكون المسلسلات بمثابة أدوات لتعليم المجتمع المصري العبء المالي الذي يتحمله الشباب. يمثل التمثيل الآخر فيما يتعلق بالمال الذي سيطر على السينما المصرية والدراما التلفزيونية التناقض بين الأغنياء والفقراء وغالبًا ما يتم تصوير الشخص الغني على أنه فاسد مقابل. تقدم البرامج التليفزيونية المصرية مفارقة بين محاولة تثقيف المجتمع من واقع كسب المال من خلال وسائل غير أخلاقية وغير قانونية بينما يتعرض باستمرار ويخضع لأنماط الحياة الفاخرة والباهظة.

#### التقدير العالمي
في 15 مارس 2018، أضافت نتفليكس المسلسل المصري جراند أوتيل تحت اسم «سر النيل» مع ترجمة إلى الإنجليزية والفرنسية والألمانية والإيطالية والإسبانية. كما أنها أول سلسلة عربية تصدر على خدمة البث عبر الإنترنت. يعد هذا العرض من إنتاج شبكة قنوات سي بي سي المصرية نسخة جديدة من المسلسل التلفزيوني الدرامي الإسباني «جراند أوتيل».

## الكويت
تتصدر صناعة الدراما التلفزيونية الكويتية صناعات الدراما الخليجية الأخرى وتنتج ما لا يقل عن خمسة عشر مسلسلًا سنويًا. الكويت هي مركز إنتاج الدراما التلفزيونية الخليجية والمشهد الكوميدي. يتم تصوير معظم الدراما التلفزيونية في الخليج والعروض الكوميدية في الكويت. المسلسلات الكويتية هي الأكثر مشاهدة في منطقة الخليج. تعد المسلسلات أكثر شيوعًا خلال شهر رمضان عندما تتجمع العائلات لتفطر. على الرغم من أن أداءهم عادة باللهجة الكويتية إلا أنهم أظهروا نجاحًا بعيدًا في تونس.

## لبنان
تتخلف مسلسلات الدراما اللبنانية بشكل كبير عن الإنتاج السوري أو المصري الأكثر شعبية وهو الافتقار إلى الشعبية التي يُعتقد أنها ناجمة بشكل أساسي عن النصوص الضعيفة. يميل التلفزيون اللبناني إلى التركيز على تلفزيون الواقع والبرامج مع المقابلات وبرامج المحادثات وبرامج الكوميديا بدلاً من المسلسلات. تواجه المسلسلات اللبنانية أيضًا تحديات بسبب انخفاض الميزانيات وغياب الدعم الحكومي. بسبب الحرب في سوريا، نقلت بعض شركات الإنتاج السورية مشاريعها إلى لبنان.

## سوريا

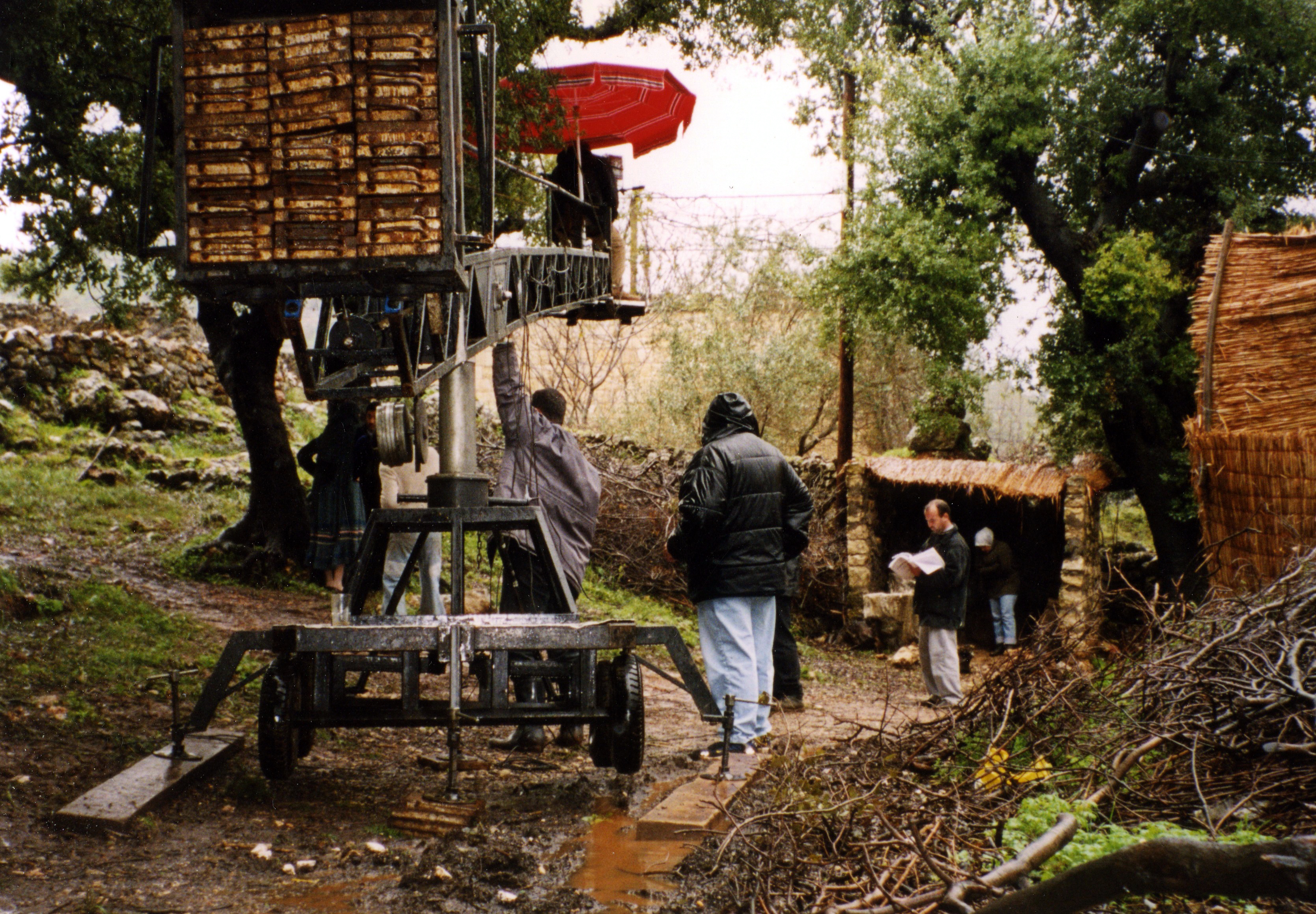
مشهد من كواليس مسلسل أنشودة المطر.

انطلقت المسلسلات السورية في التسعينيات عندما زاد وصول القنوات الفضائية عبر العالم العربي وشاهدها عشرات الملايين من الناس من المغرب إلى الخليج العربى. في عام 2010 تم بث حوالي 30 مسلسلاً سورياً خلال شهر رمضان بعضها فقط في سوريا ولكن معظمها على القنوات الفضائية العربية.
أصبحت المسلسلات السورية واحدة من أكثر الصادرات قيمة في البلاد وتحظى بشعبية كبيرة في دول الخليج العربي. بعد بداية الانتفاضة السورية عام 2011 دعا البعض إلى مقاطعة المسلسلات السورية.
غادر العديد من الممثلين والمنتجين والمخرجين السوريين البلاد تم تدمير العديد من مجموعات الأفلام أو تعذر الوصول إليها بسبب القتال. بحلول عام 2014 تم إنتاج 20 مسلسل سوري فقط مقارنة بـ 40 سلسلة أنتجت في 2010 

## الأردن
ينتج الأردن عددًا من «المسلسلات البدوية» التي يتم تصويرها في الهواء الطلق اعتمادًا على الطبيعة. يستخدم الممثلون اللغة العربية البدوية المعبرة لجعل القصة تبدو أكثر أصالة. أصبحت المسلسلات شعبية في المملكة العربية السعودية والعراق.
في المسلسلات البدوية تتركز حول الحياة التقليدية خلال الفترة الزمنية التي سبقت الحرب العالمية الثانية. في كثير من الأحيان تتخلل هذه الدراما موضوعات التوتر بين طرق الحياة التقليدية والحديثة مع التركيز بشكل خاص على النظم الأبوية ودور المرأة داخلها. تنفرد هذه المبتكرة بعينها في استعداد مبدعي البرامج لمواجهة القضايا الحساسة مثل القتل من أجل الشرف. نوع آخر من المسلسلات هو الدراما التاريخية تتراوح موضوعات هذه العروض بين شعراء ما قبل الإسلام والفتوحات الإسلامية. العديد من هذه المسلسلات عبارة عن إنتاج مشترك للمنتجين التلفزيونيين الأردنيين والسوريين والخليجيين. طبقًا لاستطلاع رأي مشاهدي التلفزيون الأردني فإن 92.5٪ يفضلون مشاهدة الأعمال الدرامية السورية. بينما 61.6٪ يفضلون الأفلام المصرية. هذا بالمقارنة مع 26.6٪ يفضلون مشاهدة المسلسلات الدرامية الأردنية.
في حين أن المسلسلات السالف ذكرها تستهدف جمهورًا أوسع يتحدث الناطقين بالعربية فإن بعض البرامج تستهدف الأردنيين على وجه التحديد. تميل هذه العروض إلى التعامل مع القضايا الاجتماعية والسياسية خاصة في عمان الحالية. إن العمل في هذه البرامج وكذلك المسلسلات الأردنية عمومًا يُشيد به على أنه يتفوق على العديد من المسلسلات المصرية المنتجة.

## روابط خارجية
- المسلسل التلفزيوني الأكثر شعبية باللغة العربية - IMDb
- التلفزيون العربي: معركة المربع   - الايكونومست